# Ковитиди, Ольга Фёдоровна
О́льга Фёдоровна Ковити́ди (укр. Ольга Федорівна Ковітіді; род. 7 мая 1962, Симферополь) — украинский и российский политик. Сенатор Совета Федерации Федерального собрания Российской Федерации от исполнительной власти Республики Крым с 15 апреля 2014 по 12 сентября 2024 года. Член Комитета Совета Федерации по конституционному законодательству и государственному строительству.
Депутат Верховного Совета Автономной Республики Крым с 26 марта 2006 по 17 марта 2014. Заместитель Председателя Совета министров Республики Крым с 18 марта по 26 марта 2014.
Кандидат юридических наук, доцент. Председатель Союза юристов Автономной Республики Крым. Заместитель председателя Союза юристов Украины. Член Всемирной ассоциации юристов, Всемирного конгресса юристов украинского происхождения. Член Совета Всемирного греческого Межпарламентского Союза.
Из-за поддержки российско-украинской войны — под санкциями 27 стран Евросоюза, Великобритании, США, Канады, Швейцарии, Австралии, Японии, Украины, Новой Зеландии.

## Биография
Родилась 7 мая 1962 года в Симферополе Крымской области Украинской ССР.
Среднее образование получила в общеобразовательной школе № 18 в Киевском районе Симферополя. Среднюю школу окончила весной 1980 года.
С 1980 года — лаборант НИС Симферопольского государственного университета имени М. В. Фрунзе. С 1980 по 1981 год — секретарь-машинистка исторического факультета Симферопольского государственного университета имени М. В. Фрунзе.
С 1981 года — секретарь-машинистка оптово-розничной конторы «Укрстройматериалы», г. Симферополь.
С 1981 по 1982 год — машинистка отдела юстиции Крымского облисполкома.
С 1983 по 1986 год — курьер, статистик Симферопольского райкома ВЛКСМ Украины.
В 1986 году Ольга Ковитиди заочно окончила Одесский государственный университет по специальности «правоведение», получила квалификацию юриста.
С 1986 по 1987 год — руководитель кружка правоведения Дома пионеров Симферопольского районного отдела образования.
С 1987 по 1995 год — адвокат Крымской коллегии адвокатов, г. Симферополь.
С 1995 по 1999 год — руководитель ООО «Крымское юридическое агентство „Интерномикос“» (укр. Товариство з обмеженою відповідальністю "Кримське юридичне агентство «інтерномікос»"), г. Симферополь. Учредителями и владельцами компании, основанной в 1993 году, были Георгий Фёдорович Ковитиди и Юрий Владимирович Ковитиди. Агентство располагалось в Симферополе на ул. Жуковского, 1.
В январе 1998 года зарегистрировала общественную организацию «Союз юристов Автономной Республики Крым» и стала её председателем. Организация располагалось также в Симферополе на ул. Карла Либнехта, 1. Тогда же Ковитиди вступила в Союз юристов Украины, добровольного общественного объединения. Назначена заместителем председателя Союза юристов Украины Валерия Евдокимова.
4 октября 1999 года указом президента Украины Леонида Кучмы Ольге Ковитиди было присвоено почётное звание «Заслуженный юрист Украины».
С 1999 года — главный редактор юридического журнала «Весы Фемиды».
В 2001 году приказом ректора Национальной юридической академии Украины имени Ярослава Мудрого Василия Тация в структуре академии создан Крымский факультет, разместившийся в Симферополе. 39-летняя Ольга Ковитиди, к тому времени кандидат юридических наук, доцент, председатель союза юристов АРК, Заслуженный юрист Украины, была назначена деканом факультета.
7 октября 2004 года указом президента Украины Леонида Кучмы по случаю дня юриста председатель Союза юристов Автономной Республики Крым Ольга Ковитиди награждена орденом княгини Ольги III степени.
Ковитиди занимала должность декана по 2006 год.

### Политическая деятельность на Украине
В марте 2006 года избрана депутатом Верховного Совета Автономной Республики Крым 5 созыва от «Блока Куницына». С 2006 по 2010 года входила в «Блок Куницина» (фракция «Крым»).
20 октября 2006 на VI съезде Союза юристов Украины Валерий Евдокимов безальтернативно в четвёртый раз был переизбран главой союза. По предложению Евдокимова была избрано 15 заместителей, одним из которых снова стала Ольга Ковитиди.
С 2006 по 2008 год — заместитель председателя Севастопольской городской государственной администрации.
С 2008 года — исполняющая обязанности начальника, с октября 2008 года — начальник Главного управления юстиции Министерства юстиции Украины в Севастополе.
В 2010 году с приходом в Крым команды Василия Джарты Ковитиди перешла в Партию регионов.
На состоявшихся 31 октября 2010 года выборах в Верховный Совет Автономной Республики Крым 6 созыва избрана депутатом от Партии регионов. С 2010 по февраль 2014 года — член Партии регионов.
В январе 2012 год участвовала в создании благотворительного фонда «Единство во имя Крыма». Президентом фонда стал Игорь Лели (1967—2016).
В августе 2012 года «Партия регионов» в ходе подготовки к выборам в Верховную Раду зарегистрировала список кандидатов из 225 человек. Ольга Ковитиди, начальник Главного управления юстиции в Севастополе, была в списке под № 178. На состоявшихся 28 октября 2012 года выборах список получил 30 % голосов и 72 места. Ковитиди не была избрана.
В ноябре 2012 года на заседании крымского парламента в ходе обсуждения вопроса о создании мемориального комплекса на территории бывшего концлагеря «Красный» в Симферопольском районе возник спор между Ковитиди и главой фракции «Курултай-Рух» Рефатом Чубаровым.
С октября 2013 года — помощник министра юстиции Украины Елены Лукаш.

### Политическая деятельность послеаннексии КрымаРоссийской Федерацией

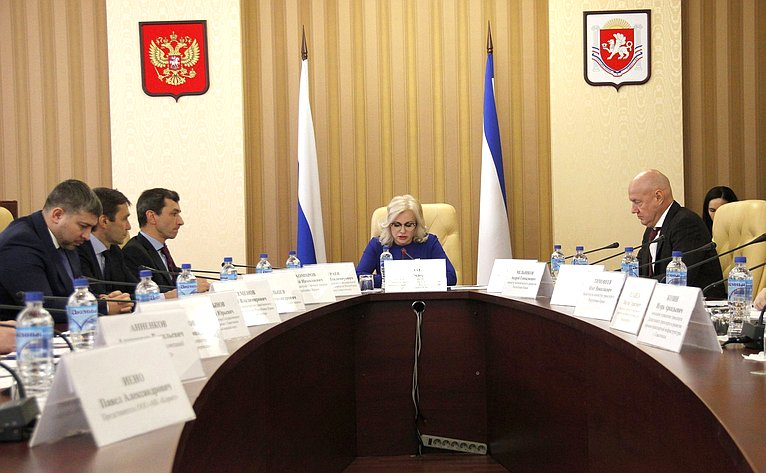
Ольга Ковитиди проводит совещание в Совете Министров Республики Крым, Симферополь, 17 января 2017 год

С 28 февраля по 17 марта 2014 года — заместитель Председателя Совета министров Автономной Республики Крым.
С 18 по 26 марта 2014 года — заместитель Председателя Совета министров Республики Крым.
26 марта 2014 года Государственный совет Республики Крым назначил Ольгу Фёдоровну Ковитиди членом Совета Федерации Федерального собрания Российской Федерации от исполнительной власти республики — Совета министров Республики Крым. 15 апреля 2014 года указ о назначении подписал Сергей Аксёнов. 15 апреля 2014 года — дата подтверждения полномочий Советом Федерации. 29 апреля 2014 года Ковитиди приступила к исполнению своих обязанностей.
В феврале 2015 года парламентская ассамблея ОБСЕ на проходящей 18-20 февраля в Вене зимней сессии отказалась признавать полномочия члена российской делегации Ольги Ковитиди, включённую в её состав как «первого члена Совета Федерации Федерального собрания РФ от исполнительной власти Республики Крым». Решение было принято 18 февраля на заседании комитета по проверке полномочий, поскольку «парламентарий, выдвинутый для работы в ПА должен представлять страну, которая делает представление — а не власть, которая была установлена на зарубежной территории методами, которые большинство стран ОБСЕ признают незаконными».
Ольга Ковитиди входит в санкционный список, принятый Евросоюзом в связи с российско-украинской войной. Прокуратурой АРК подозревается в государственной измене, в связи с чем объявлена в розыск.
20 сентября 2019 года после инаугурации Глава Республики Крым Сергей Аксёнов вновь назначил Ольгу Ковитиди сенатором от исполнительной власти Республики Крым на пять лет.
После объявленной 21 сентября 2022 года мобилизации в России предложила призывать в армию людей со сколиозом и плоскостопием. По её мнению, некоторые заболевания «вполне можно признать не препятствующими призыву».
12 сентября 2024 года указом главы Республики Крым С. Аксёнова прекращены полномочия сенатора Российской Федерации — представителя от исполнительного органа государственной власти Республики Крым Ольги Ковитиди.

## Международные санкции
Из-за поддержки российской агрессии и нарушения территориальной целостности Украины во время российско-украинской войны находится под персональными международными санкциями разных стран.
9 марта 2022 года, на фоне вторжения России на Украину, внесена в санкционный список всех стран Европейского союза так как она голосовала за ратификацию договоров о дружбе с подконтрольными России ЛНР и ДНР.
23 марта 2022 года внесена в санкционный список Канады «соратников режима» за содействие в нарушения суверенитета и территориальной целостности Украины.
Указом президента Украины Владимира Зеленского от 7 сентября 2022 находится под санкциями Украины за поддержку незаконным попыткам России аннексировать суверенную украинскую территорию путем проведения фиктивных референдумов.
30 сентября 2022 года внесена санкционный список Соединённых Штатов Америки за аннексию Путиным регионов Украины и одобрения закона о «фейках». Государственный департамент отмечает, что сенаторы  «проголосовали за одобрение просьбы Путина о вводе войск в Украину, что послужило неоправданным предлогом для полномасштабного вторжения России в Украину».
По аналогичным причинам, с 16 сентября 2022 года находится под санкциями Великобритании. С 16 марта 2022 года находится под санкциями Швейцарии. С 24 июня 2020 года находится под санкциями Австралии. С 5 августа 2014 года находится под санкциями Японии. С 3 мая 2022 года находится под санкциями Новой Зеландии.

## Награды

### Украины
- Орден Княгини Ольги III степени (2004)[25]
- Почётное звание «Заслуженный юрист Украины» (1999)[26]
- Почётное звание «Заслуженный юрист Автономной Республики Крым» (2004)
- Знак отличия Конституционного суда Украины
- Почётная грамота Кабинета Министров Украины (2007)
- Почётная грамота Президиума Верховного Совета Автономной Республики Крым (2013)

### России
- Орден Дружбы (16 марта 2014)
- Медаль «За доблесть» (март 2014)
- Благодарность Правительства Российской Федерации (17 января 2023) — за большой вклад в развитие российского парламентаризма и активную законотворческую деятельность[27]
- Медаль «За возвращение Крыма» (апрель 2015)
- Орден «За верность долгу» (13 марта 2015) — за особые заслуги при выполнении служебного и гражданского долга, безупречное исполнение служебных обязанностей, мужество, самоотверженность и инициативу, проявленные в период организации и проведения общекрымского референдума[28]

### Южной Осетии
- Орден Дружбы (26 августа 2023) — за большой вклад в развитие сотрудничества между Республикой Южная Осетия и Российской Федерацией[29]
- Медаль "«В ознаменование 10-летия Победы в Отечественной войне народа Южной Осетии» (21 августа 2018) — за вклад в развитие и укрепление дружественных отношений между народами и в связи с празднованием 10-й годовщины признания Российской Федерацией Республики Южная Осетия в качестве суверенного и независимого государства[30]

### Донецкой Народной Республики
- Орден Дружбы (2017)[31]
- Часы от главы ДНР (2018, ДНР)[32]